# FK Rabotniczki Skopje
Futbalski Klub Rabotnički (mac.: Фудбалски Клуб Работнички) – północnomacedoński klub piłkarski ze stolicy kraju, Skopje, grający obecnie w pierwszej lidze Macedonii.
Klub został założony w 1937 jako SK Radnički Skoplje i był powszechnie znany jako „kolejowy klub piłkarski”. Przez większy czas swojego istnienia drużyna Rabotničkiego grała w jugosłowiańskiej drugiej lidze, ale od czasu uzyskania niepodległości przez Macedonię Północną cały czas gra w pierwszej lidze tego kraju. Największe sukcesy dla klubu nadeszły wraz z przejęciem go przez spółkę „Kometal” w 2001. W sezonie 2001/2002 zespół Rabotničkiego grał w Pucharze UEFA. Udało mu się także awansować do drugiej rundy eliminacyjnej Ligi Mistrzów w sezonie 2005/2006, tuż po zdobyciu pierwszego w historii tytułu mistrza Macedonii Północnej. Także w 2006 Rabotnički został mistrzem kraju i w pierwszej rundzie kwalifikacyjnej do Ligi Mistrzów wygrał z luksemburskim F91 Dudelange, a następnie z węgierskim Debreceni VSC, jednak w ostatniej, trzeciej rundzie, poległ z trzecią drużyną Francji Lille OSC.

## Sukcesy
- Mistrz Macedonii Północnej (4x): 2004/2005, 2005/2006, 2007/2008, 2013/2014.
- Wicemistrz Macedonii Północnej (3x): 2006/2007, 2009/2010, 2014/2015
- Zdobywca Pucharu Macedonii Północnej (4x): 2008/2009, 2007/2008, 2013/2014, 2014/2015
- Finalista Pucharu Macedonii Północnej (3x): 2009/2010, 2011/2012, 2015/2016

## Europejskie puchary
Legenda do wszystkich tabel:
- Q – runda eliminacyjna, 1/16, 1/8, 1/4, 1/2 – odpowiednia faza rozgrywek, Grupa – runda grupowa, 1r gr – pierwsza runda grupowa, 2r gr – druga runda grupowa, F – finał, R – runda, PO – play-off
- k. – rzuty karne, los. – losowanie, Dogr. – dogrywka, w. – zasada bramek strzelonych na wyjeździe

| Sezon   | Rozgrywki        | Runda | Klub                 | Dom | Wyjazd | Ogółem  |
| ------- | ---------------- | ----- | -------------------- | --- | ------ | ------- |
| 2000/01 | Puchar UEFA      | Q     | Worskła Połtawa      | 0–2 | 0–2    | 0–4     |
| 2005/06 | Liga Mistrzów    | 1Q    | Skonto               | 6–0 | 0–1    | 6–1     |
| 2005/06 | Liga Mistrzów    | 2Q    | Lokomotiw Moskwa     | 1–1 | 0–2    | 1–3     |
| 2006/07 | Liga Mistrzów    | 1Q    | F91 Dudelange        | 0–0 | 1–0    | 1–0     |
| 2006/07 | Liga Mistrzów    | 2Q    | Debrecen             | 4–1 | 1–1    | 5–2     |
| 2006/07 | Liga Mistrzów    | 3Q    | Lille OSC            | 0–1 | 0–3    | 0–4     |
| 2006/07 | Puchar UEFA      | 1R    | FC Basel             | 0–1 | 2–6    | 2–7     |
| 2007/08 | Puchar UEFA      | 1Q    | ND Gorica            | 2–1 | 2–1    | 4–2     |
| 2007/08 | Puchar UEFA      | 2Q    | Zrinjski Mostar      | 0–0 | 2–1    | 2–1     |
| 2007/08 | Puchar UEFA      | 1R    | Bolton Wanderers     | 1–1 | 0–1    | 1–2     |
| 2008/09 | Liga Mistrzów    | 1Q    | İnter Baku           | 1–1 | 0–0    | 1–1, w. |
| 2009/10 | Liga Europy      | 2Q    | Crusaders            | 4–2 | 1–1    | 5–3     |
| 2009/10 | Liga Europy      | 3Q    | Odense BK            | 3–4 | 0–3    | 3–7     |
| 2010/11 | Liga Europy      | 1Q    | Lusitanos            | 5–0 | 6–0    | 11–0    |
| 2010/11 | Liga Europy      | 2Q    | Mika Erywań          | 1–0 | 0–0    | 1–0     |
| 2010/11 | Liga Europy      | 3Q    | Liverpool            | 0–2 | 0–2    | 0–4     |
| 2011/12 | Liga Europy      | 1Q    | Narva Trans          | 3–0 | 4–1    | 7–1     |
| 2011/12 | Liga Europy      | 2Q    | Juvenes/Dogana       | 3–0 | 1–0    | 4–0     |
| 2011/12 | Liga Europy      | 3Q    | Anorthosis Famagusta | 1–2 | 2–0    | 3–2     |
| 2011/12 | Liga Europy      | PO    | S.S. Lazio           | 1–3 | 0–6    | 1–9     |
| 2014/15 | Liga Mistrzów    | 2Q    | HJK Helsinki         | 0–0 | 1–2    | 1–2     |
| 2015/16 | Liga Europy      | 1Q    | Flora Tallinn        | 2–0 | 0–1    | 2–1     |
| 2015/16 | Liga Europy      | 2Q    | Jelgava              | 2–0 | 0–1    | 2–1     |
| 2015/16 | Liga Europy      | 3Q    | Trabzonspor          | 1–0 | 1–1    | 2–1     |
| 2015/16 | Liga Europy      | PO    | Rubin Kazań          | 1–1 | 0–1    | 1–2     |
| 2016/17 | Liga Europy      | 1Q    | Budućnost Podgorica  | 1–1 | 0–1    | 1–2     |
| 2017/18 | Liga Europy      | 1Q    | Tre Penne            | 6–0 | 1–0    | 7–0     |
| 2017/18 | Liga Europy      | 2Q    | Dynama Mińsk         | 1–1 | 0–3    | 1–4     |
| 2018/19 | Liga Europy      | 1Q    | Budapest Honvéd      | 2–1 | 0–4    | 2–5     |
| 2025/26 | Liga Konferencji | 1Q    | Tarpieda Żodzino     | 0–1 | 0–3    | 0–4     |